# Momir Petković
Momir Petković (srbsky Момир Петковић; * 21. července 1953 Subotica, Jugoslávie) je bývalý jugoslávský zápasník, reprezentant v zápase řecko-římském. Dvakrát startoval na olympijských hrách, v roce 1976 v Montrealu vybojoval zlato v kategorii do 82 kg, v roce 1984 v Los Angeles vybojoval ve stejné kategorii čtvrté místo. Je vicemistrem světa z roku 1978, 1979 a 1981, bronzový z roku 1977 a v roce 1982 vybojoval čtvrté místo. Na mistrovství Evropy vybojoval v roce 1973 páté, 1974 a 1975 dvanácté, v roce 1982 čtvrté a v roce 1983 šesté místo.